# Max Bruns
Max Bruns (* 13. Juli 1876 in Minden; † 23. Juli 1945 ebenda) war ein deutscher Verleger, Übersetzer und Dichter.

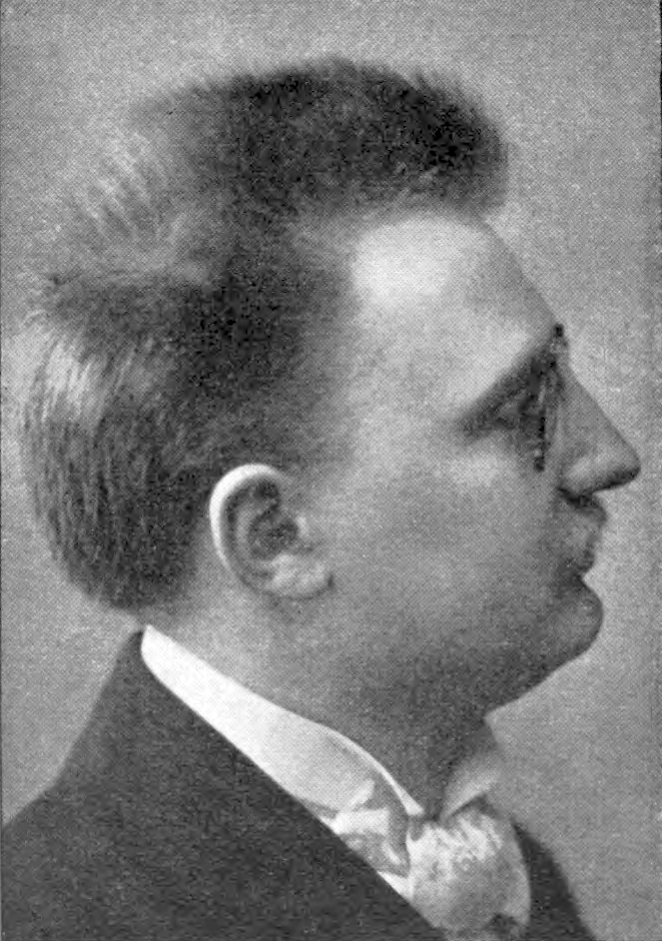
Max Bruns (gedruckt 1900)

## Leben
Max Bruns war ein Sohn des Verlegers Gustav Bruns. Er besuchte das altsprachliche Gymnasium in Minden bis zur Obersekundarreife. Für kurze Zeit machte er eine Ausbildung zum Buchdrucker in Hannover. Daraufhin trat er als Lehrling in die Buchdruckerei und den Verlag seines Vaters ein, in dem auch das Mindener Tageblatt bis heute erscheint. Nach der Lehrzeit wurde er technischer Leiter im väterlichen Betrieb.
1895 begann er, eigene Gedichte zu verfassen. Im Jahr 1899 heiratete er die Lyrikerin und Märchenerzählerin Margarete Sieckmann (1873–1944). Zusammen übersetzten sie Werke von Charles Baudelaire und gaben die Reihe Auf silbernen Saiten: Meister der Lyrik heraus. Von 1902 bis 1910 trat das eigene dichterische Schaffen hinter seiner Tätigkeit als Übersetzer und Herausgeber zurück.
Nach dem Tod des Vaters 1908 leitete er mit seinem Bruder Julius das Unternehmen für zehn Jahre – bis zum Ausstieg des Bruders – gemeinsam.
Trotz verlegerischer Erfolge sah er sich Ende der 20er Jahre aus finanziellen Gründen gezwungen, seine Buchbestände und Verlagsrechte an andere Verlage abzutreten. Er beschränkte sich fortan auf die Leitung der zum Verlag gehörenden Druckerei. Wenige Tage nach der deutschen bedingungslosen Kapitulation wurde Max Bruns Opfer eines Raubüberfalls. Er starb nach zweimonatigem Krankenhausaufenthalt am 23. Juli 1945 in Minden.

## Bedeutung
1898 und 1899 gab Bruns die führende Zeitschrift des Naturalismus, Gesellschaft, die 1885 von Michael Georg Conrad gegründet worden war, heraus. In seinem Verlag erschienen Werke von deutschsprachigen Autoren wie Max Dauthendey, Karl Henckell, Ludwig Jacobowski, Alfred Mombert, Paul Scheerbart, Johannes Schlaf, aber auch die Werke des niederländischen Autors Eduard Douwes Dekker, darunter der Roman Max Havelaar in der Übersetzung von Wilhelm Spohr.
Er verlegte bedeutende Werke der Weltliteratur in Übersetzung, besonders Dichtungen, z. T. sogar autorisierte Ausgaben von Charles Baudelaire, Fjodor Michailowitsch Dostojewski, Gustave Flaubert, André Gide, H. G. Wells und Oscar Wilde. In seinem Verlag erschien die erste deutsche Werkausgabe von Edgar Allan Poe in der Übersetzung von Hedda Eulenberg.
Zu den bedeutenden Übersetzern und Herausgebern des Verlags zählten, neben Max und Margarethe Bruns selbst, vor allem Felix Paul Greve (später als Frederick Philip Grove bekannt), Karl Federn, Hedwig Lachmann, Hedda Eulenberg, Moeller van den Bruck und Friedrich von Oppeln-Bronikowski.
Daneben unterhielt er zahlreiche Verbindungen zu Schriftstellern, Künstlern und Verlegern, etwa zu Eugen Diederichs, Hermann Hesse, Hugo Höppener (alias Fidus), Paul Scheerbart, Heinrich Vogeler und Stefan Zweig.

## Werke
- Lyrisches Intermezzo. Erste Gesammelte Gedichte nebst einem Anhang. Privatdruck, [1893].
- Frühling und Liebe. Privatdruck, [1894].
- Der Tolle Spielmann. Ein sang von Liebe und Leid. 1895.
- Der Täufer. Eine Dichtung zur Zeit des Messias. 1896.
- Aus meinem Blute. Gedichte. 1897.
- Dornröschen. Ein deutsches Märchen-Gedicht. Gebundenes Manuskript, [1897].
- Andachten. Fünf Bücher des Werdens:
- Lenz. Ein Buch von Kraft und Schönheit. Schuster & Loeffler, Berlin und Leipzig 1899. Später J.C.C. Bruns
- Wir Narren. Ein Andachtsbuch für Narren und solche die es werden möchten. Angekündigt.
- Zwei-Einheit. Ein Andachtbuch für Menschen. 1899 [1900]
- Verklärungen. Von den letzten Schönheiten der Liebe. Eugen Diederichs, Leipzig 1900. Später J.C.C. Bruns
- Himmelfahrt. Ein Andachtbuch des Geistes. 1901
- Laterna Magica. Ein Antiphantasus. 1901
- Kaleidoskop. 1903
- Gedichte (1893–1908). Bruns, Minden [1909]
- Feuer. Die Geschichte eines Verbrechens. Bruns, Minden 1913
- Die Lieder des Abends. Bruns, Minden 1916
- Nacht-Sonette. Bruns, Minden 1919
- Das Fest der Sonne. Eine Sommervision. Bruns, Minden 1919
- Das Fest der Lemuren. Eine Tragi-Groteske. Bruns, Minden 1919
- Die Arche. Von den Nächten der Flut, der Vernichtung und des Traumes. Bruns, Minden 1920
- Über den Humor, seine Wege und sein Ziel. Bruns, Minden 1921
- Der tolle Spielmann. Bruns, Minden o. J.
- Garten der Ghaselen. Bruns, Minden 1925
- Selige Reise. Ein Terzinenkreis. Bruns, Minden 1926
- Totenmesse für ein Kind. Bruns, Minden 1926
- Durchwallte Welten. Bruns, Minden 1936

Essays
- Rachilde (d. i. Marguerite Vallette); Max Bruns (Essay zum Werk): Der Panther. Bouvier, Bonn 1989 ISBN 978-3-416-02027-5